# Ґробя
Ґробя (пол. Grobia) — село в Польщі, у гміні Серакув Мендзиходського повіту Великопольського воєводства.
Населення — 323 особи (2011).
У 1975-1998 роках село належало до Познанського воєводства.

## Демографія
Демографічна структура станом на 31 березня 2011 року:
|          | Загалом | Допрацездатний вік | Працездатний вік | Постпрацездатний вік |
| -------- | ------- | ------------------ | ---------------- | -------------------- |
| Чоловіки | 163     | 28                 | 122              | 13                   |
| Жінки    | 160     | 32                 | 97               | 31                   |
| Разом    | 323     | 60                 | 219              | 44                   |